# Cupa Mondială de Scrimă din 2015-2016
Ediție a 45-a Cupei Mondiale de Scrimă a început în octombrie 2015 și se va închide la Jocurile Olimpice de vară din 2016 de la Rio de Janeiro. 
Perioada de calificare olimpică, deschisă în sezonul 2014–2015, continuă până pe 4 aprilie 2016. Federația Internațională de Scrimă fiind alocată doar zece probe de Comitetul Olimpic Internațional, două concursuri pe echipe sunt scoase de la programul la fiecare olimpiadă. La această ediție este vorba de floreta feminin pe echipe și de sabia masculin pe echipe, care vor concura la un Campionat Mondial organizat și el la Rio în aprilie 2016. Va constitui, de asemenea, un test preliminar pentru organizarea probelor olimpice. 

## Spadă individual

### Top 10
| Men |                  |     |
| 1   | Gauthier Grumier | 207 |
| 2   | Yannick Borel    | 169 |
| 3   | Park Sang-young  | 163 |
| 4   | Géza Imre        | 162 |
| 5   | Enrico Garozzo   | 156 |
| 6   | Bohdan Nikișîn   | 140 |
| 7   | Kazuyasu Minobe  | 140 |
| 8   | Benjamin Steffen | 132 |
| 9   | Vadim Anohin     | 131 |
| 10  | Max Heinzer      | 125 |

| Women |                   |     |
| 1     | Emese Szász       | 201 |
| 2     | Sarra Besbes      | 179 |
| 3     | Xu Anqi           | 177 |
| 4     | Tatiana Logunova  | 169 |
| 5     | Sun Yiwen         | 165 |
| 6     | Ana Maria Popescu | 143 |
| 7     | Rossella Fiamingo | 141 |
| 8     | Mara Navarria     | 124 |
| 9     | Irina Embrich     | 116 |
| 10    | Shin A-lam        | 111 |

### Spadă masculin
| Dată              | Probă                                     | Tip            | Aur                     | Argint                       | Bronz                                                       |
| ----------------- | ----------------------------------------- | -------------- | ----------------------- | ---------------------------- | ----------------------------------------------------------- |
| 3 octombrie 2015  | Turneu „Clarins”, Geneva                  | Satelit        | Ronan Gustin (FRA)      | Andrea Baroglio (ITA)        | Fabian Kauter (SUI) · Steeven Seloi (FRA)                   |
| 10 octombrie 2015 | Belgrad Trophy, Belgrad                   | Satelit        | Aleksei Kalinin (RUS)   | Anatolii Herei (UKR)         | Grigori Beskin (ISR) · Ido Herpe (ISR)                      |
| 17 octombrie 2015 | Kupittaa Tournament, Turku                | Satelit        | Jüri Salm (EST)         | Ariel Simmons (USA)          | Pavel Dubouski (BLR) · Djianis Dubouski (BLR)               |
| 15 octombrie 2015 | Cupă mondială, Berna                      | Cupă mondială  | Bas Verwijlen (NED)     | Daniel Jerent (FRA)          | Nikolai Novosjolov (EST) · Péter Somfai (HUN)               |
| 31 octombrie 2015 | Satelit, Oslo                             | Turneu Satelit | Dennis Kraft (USA)      | Bartosz Piasecki (NOR)       | Jüri Salm (EST) · Radosław Zawrotniak (POL)                 |
| 7 noiembrie 2015  | Trekanten Open, Copenhaga                 | Satelit        | Dmitri Aleksanin (KAZ)  | Frederik von der Osten (DEN) | Ivan Deriabin (KAZ) · Tomas Curran Jones (GBR)              |
| 13 noiembrie 2015 | Glaive de Tallinn, Tallinn                | Cupă mondială  | Kazuyasu Minobe (JPN)   | Satoru Uyama (JPN)           | Enrico Garozzo (ITA) · Gauthier Grumier (FRA)               |
| 28 noiembrie 2015 | Turneu satelit, Dublin                    | Satelit        | Bas Verwijlen (NED)     | Mateusz Antkiewicz (POL)     | Lim Wei Wen (SIN) · Uroš Balent (SLO)                       |
| 5 decembrie 2015  | Grand Prix du Qatar, Doha                 | Grand Prix     | Vadim Anohin (RUS)      | Fabian Kauter (SUI)          | Yannick Borel (FRA) · Bas Verwijlen (NED)                   |
| 9 januarie 2016   | SAF Pokalen, Stockholm                    | Satelit        | Jüri Salm (EST)         | Benjamin Bratton (USA)       | Yeisser Ramirez (USA) · Niko Vuorinen (FIN)                 |
| 21 januarie 2016  | Heidenheimer Pokal, Heidenheim            | Cupă mondială  | Gauthier Grumier (FRA)  | Bohdan Nikișîn (UKR)         | Jean-Michel Lucenay (FRA) · Anton Avdeev (RUS)              |
| 12 februarie 2016 | Cupă mondială, Vancouver                  | Cupă mondială  | Enrico Garozzo (ITA)    | Constantin Böhm (GER)        | Park Sang-young (KOR) · Yuval Shalom Freilich (ISR)         |
| 12 martie 2016    | Turneu satelit, Sofia                     | Satelit        | Yeisser Ramirez (SUA)   | Frederik Von Der Osten (DEN) | John Edison Rodríguez (COL) · Kiu Fong (CHN)                |
| 18 martie 2016    | Westend Grand Prix „Vass Imre”, Budapesta | Grand Prix     | Gauthier Grumier (FRA)  | Enrico Garozzo (ITA)         | Gábor Boczkó (HUN) · Kweon Young-jun (KOR)                  |
| 10 aprilie 2016   | Campionatul african, Alger                | Zonal          | Alexandre Bouzaid (SEN) | Ayman Fayez (EGY)            | Mahmoud Mohsen (EGY) · Ahmed El-Saghir (EGY)                |
| 13 aprilie 2016   | Campionatul asiatic, Wuxi                 | Zonal          | Park Kyoung-doo (KOR)   | Park Sang-young (KOR)        | Kazuyasu Minobe (JPN) · Gaofeng Shi (CHN)                   |
| 22 aprilie 2016   | Grand Prix, Rio de Janeiro                | Grand Prix     | Bohdan Nikișîn (UKR)    | Benjamin Steffen (SUI)       | Park Kyoung-doo (KOR) · Anatolii Herei (UKR)                |
| 14 mai 2016       | Kup Svetog Duje, Split                    | Satelit        | Matteo Tagliariol (ITA) | Francisco Limardo (VEN)      | Jesús Lugones Ruggeri (ARG) · Gustavo Coqueco (COL)         |
| 20 mai 2016       | Challenge SNCF Réseau, Paris              | Cupă mondială  | Gauthier Grumier (FRA)  | Pavel Suhov (RUS)            | Daniel Jérent (FRA) · Géza Imre (HUN)                       |
| 20 mai 2016       | Campionatul panamerican, Panama City      | Zonal          | Yunior Reytor (CUB)     | Jason Pryor (USA)            | Reynier Henríquez Ortiz (CUB) · Maxime Brinck-Croteau (CAN) |
| 20 iunie 2016     | Campionatul European, Toruń               | Zonal          | Yannick Borel (FRA)     | Max Heinzer (SUI)            | Bohdan Nikișîn (UKR) · Jean-Michel Lucenay (FRA)            |
| 6 august 2016     | Jocurile Olimpice, Rio de Janeiro         | JO             | Park Sang-young (KOR)   | Géza Imre (HUN)              | Gauthier Grumier (FRA)                                      |

### Spadă feminin
| Dată              | Probă                                           | Tip           | Aur                             | Argint                    | Bronz                                             |
| ----------------- | ----------------------------------------------- | ------------- | ------------------------------- | ------------------------- | ------------------------------------------------- |
| 10 octombrie 2015 | Belgrade Trophy, Belgrad                        | Satelit       | Romana Caran (SRB)              | Joanna Halls (AUS)        | Kinka Barvestad (SWE) · Tončica Topić (CRO)       |
| 18 octombrie 2015 | Kupittaa Tournament, Turku                      | Satelit       | Ayaka Shimookawa (JPN)          | Kinka Barvestad (SWE)     | Anna Salminen (FIN) · Emma Samuelsson (SWE)       |
| 23 octombrie 2015 | Trofeo Carroccio, Legnano                       | Cupă mondială | Sun Yiwen (CHN)                 | Kristina Kuusk (EST)      | Emese Szász (HUN) · Violetta Kolobova (RUS)       |
| 1 noiembrie 2015  | Turneu Satelit, Oslo                            | Satelit       | Renata Knapik (POL)             | Magdalena Piekarska (POL) | Åsa Linde (SWE) · Magdalena Pawłowska (POL)       |
| 8 noiembrie 2015  | Trekanten Open, Copenhaga                       | Satelit       | Ayaka Shimookawa (JPN)          | Julia Kirschen (GER)      | Nicol Foietta (HUN) · Dagmar Cipárová (SLO)       |
| 13 noiembrie 2015 | Tournoi International, Nanjing                  | Cupă mondială | Ana-Maria Popescu (ROU)         | Sarra Besbes (TUN)        | Irina Embrich (EST) · Shin A-lam (KOR)            |
| 6 decembrie 2015  | Grand Prix du Qatar, Doha                       | Grand Prix    | Mara Navarria (ITA)             | Britta Heidemann (GER)    | Iana Zvereva (RUS) · Tatiana Logunova (RUS)       |
| 10 januarie 2016  | Rehbinder Prize, Stockholm                      | Satelit       | Nelli Paju (EST)                | Emma Samuelsson (SWE)     | Kristina Kuusk (EST) · Renata Knapik-Miazga (POL) |
| 22 januarie 2016  | Ciutat de Barcelona, Barcelona                  | Cupă mondială | Mara Navarria (ITA)             | Lauren Rembi (FRA)        | Ana-Maria Popescu (ROU) · Liubov Șutova (RUS)     |
| 12 februarie 2016 | Cupă mondială, Buenos Aires                     | Cupă mondială | Violetta Kolobova (RUS)         | Irina Embrich (EST)       | Emma Samuelsson (SWE) · Simona Gherman (ROU)      |
| 12 martie 2016    | Turneu satelit, Sofia                           | Satelit       | Dóra Kiskapusi (ESP)            | Chialing Chang (TPE)      | Avital Marinuk (ISR) · Man Wai Vivian Kong (HKG)  |
| 18 martie 2016    | Westend Grand Prix „József Sákovics”, Budapesta | Grand Prix    | Xu Anqi (CHN)                   | Sarra Besbes (TUN)        | Liubov Șutova (RUS) · Tatiana Andriușina (RUS)    |
| 10 aprilie 2016   | Campionatul african, Alger                      | Zonal         | Sarra Besbes (TUN)              | Gbahi Gwladys Sakoa (CIV) | Maya Mansouri (TUN) · Nedjma Djouad (ALG)         |
| 13 aprilie 2016   | Campionatul asiatic, Wuxi                       | Zonal         | Sun Yujie (CHN)                 | Xu Anqi (CHN)             | Kang Young-mi (KOR) · Shin A-lam (KOR)            |
| 22 aprilie 2016   | Grand Prix, Rio de Janeiro                      | Grand Prix    | Tatiana Logunova (RUS)          | Xu Anqi (CHN)             | Katrina Lehis (EST) · Olga Kocineva (RUS)         |
| 8 mai 2016        | Cole Cup, Londra                                | Satelit       | Hannah Elizabeth Lawrence (GBR) | Paulina Bajorūnaitė (LTU) | Marina Bochenkova (USA) · Katrina Smith (GBR)     |
| 14 mai 2016       | Kup Svetog Duje, Split                          | Satelit       | Leonora Mackinnon (CAN)         | Dagmar Cipárová (SVK)     | Tončica Topić (CRO) · María Martínez (VEN)        |
| 20 mai 2016       | Cupă mondială, Legnano                          | Cupă mondială | Erika Kirpu (EST)               | Giulia Rizzi (ITA)        | Tatiana Andriușina (RUS) · Vivian Kong (HKG)      |
| 20 mai 2016       | Campionatul panamerican, Panama City            | Zonal         | Kelley Hurley (USA)             | María Martínez (VEN)      | Courtney Hurley (USA) · Katharine Holmes (USA)    |
| 20 iunie 2016     | Campionatul European, Toruń                     | Zonal         | Simona Gherman (ROU)            | Ana-Maria Popescu (ROU)   | Emese Szász (HUN) · Renata Knapik-Miazga (POL)    |
| 6 august 2016     | Jocurile Olimpice, Rio de Janeiro               | JO            | Emese Szász (HUN)               | Rossella Fiamingo (ITA)   | Sun Yiwen (CHN)                                   |

## Floretă individual

### Top 10
| Men |                        |     |
| 1   | Alexander Massialas    | 253 |
| 2   | Daniele Garozzo        | 189 |
| 3   | Richard Kruse          | 177 |
| 4   | Timur Safin            | 172 |
| 5   | Giorgio Avola          | 150 |
| 6   | James-Andrew Davis     | 147 |
| 7   | Ma Jianfei             | 147 |
| 8   | Gerek Meinhardt        | 134 |
| 9   | Alaaeldin Abouelkassem | 133 |
| 10  | Chen Haiwei            | 129 |

| Women |                    |     |
| 1     | Arianna Errigo     | 262 |
| 2     | Inna Deriglazova   | 233 |
| 3     | Elisa Di Francisca | 218 |
| 4     | Lee Kiefer         | 202 |
| 5     | Ysaora Thibus      | 172 |
| 6     | Aida Șanaeva       | 164 |
| 7     | Inès Boubakri      | 158 |
| 8     | Astrid Guyart      | 121 |
| 9     | Martina Batini     | 120 |
| 10    | Alice Volpi        | 108 |

### Floretă masculin
| Dată                | Probă                                          | Tip           | Aur                          | Argint                       | Bronz                                                |
| ------------------- | ---------------------------------------------- | ------------- | ---------------------------- | ---------------------------- | ---------------------------------------------------- |
| 16 octombrie 2015   | Cupă mondială, San José                        | Cupă mondială | Timur Safin (RUS)            | James-Andrew Davis (GBR)     | Jérémy Cadot (FRA) · Yuki Ota (JPN)                  |
| 6 noiembrie 2015    | Cupă „Prince Takamodo”, Tokyo                  | Cupă mondială | Alexander Massialas (USA)    | Heo Jun (KOR)                | Gerek Meinhardt (USA) · Yuki Ota (JPN)               |
| 27 noiembrie 2015   | Trofeo Inalpi, Torino                          | Grand Prix    | Ma Jianfei (CHN)             | Richard Kruse (GBR)          | Lee Kwang-hyun (KOR) · Lorenzo Nista (ITA)           |
| 13 decembrie 201512 | Turneu satelit, Kocaeli                        | Satelit       | René Pranz (AUT)             | Tomer Or (ISR)               | Yaser Mohammad (COI) · Martino Minuto (TUR)          |
| 10 januarie 2016    | Leon Paul Cup, Londra                          | Satelit       | Peter Joppich (GER)          | Alexander Choupenitch (CZE)  | Daniel Gómez (MEX) · Moritz Kröplin (GER)            |
| 15 ianuarie 2016    | Challenge International de Paris, Paris        | Cupă mondială | Race Imboden (USA)           | Peter Joppich (GER)          | Gerek Meinhardt (USA) · Dmitri Righin (RUS)          |
| 5 februarie 2016    | Löwe von Bonn, Bonn                            | Cupă mondială | James-Andrew Davis (GBR)     | Miles Chamley-Watson (SUA)   | Daniele Garozzo (ITA) · Erwann Le Péchoux (FRA)      |
| 6 martie 2016       | Turneu satelit, Cancún                         | Satelit       | Tomer Or (ISR)               | Maor Hatoel (ISR)            | Maximilien Van Haaster (CAN) · Juvenal Alarcón (CHI) |
| 11 martie 2016      | Grand Prix, Havana                             | Grand Prix    | Richard Kruse (GBR)          | Alaaeldin Abouelkassem (EGY) | Race Imboden (USA) · Jean-Paul Tony Helissey (FRA)   |
| 10 aprilie 2016     | Campionatul african, Alger                     | Zonal         | Alaaeldin Abouelkassem (EGY) | Victor Sintès (ALG)          | Mohamed Samandi (TUN) · Tarek Ayad (EGY)             |
| 13 aprilie 2016     | Campionatul asiatic, Wuxi                      | Zonal         | Cheung Ka Long (HKG)         | Takahiro Shikine (JPN)       | Kwon Young-ho (KOR) · Lei Sheng (CHN)                |
| 13 mai 2016         | Fleuret de Saint-Pétersbourg, Sankt Petersburg | Cupă mondială | Dmitri Jerebcenko (RUS)      | Dmitri Righin (RUS)          | Andrea Baldini (ITA) · James-Andrew Davis (GBR)      |
| 3 iunie 2016        | Grand Prix, Shanghai                           | Grand Prix    | Alexander Massialas (USA)    | Lee Kwang-hyun (KOR)         | Alessio Foconi (ITA) · Chen Haiwei (CHN)             |
| 20 mai 2016         | Campionatul panamerican, Panama City           | Zonal         | Alexander Massialas (USA)    | Daniel Gómez (MEX)           | Race Imboden (USA) · Miles Chamley-Watson (USA)      |
| 20 iunie 2016       | Campionatul European, Toruń                    | Zonal         | Timur Safin (RUS)            | Erwann Le Péchoux (FRA)      | André Sanità (GER) · Giorgio Avola (ITA)             |
| 6 august 2016       | Jocurile Olimpice, Rio de Janeiro              | JO            | Daniele Garozzo (ITA)        | Alexander Massialas (FRA)    | Timur Safin (RUS)                                    |

### Floretă feminin
| Dată              | Probă                                | Tip           | Aur                      | Argint                   | Bronz                                                  |
| ----------------- | ------------------------------------ | ------------- | ------------------------ | ------------------------ | ------------------------------------------------------ |
| 16 octombrie 2015 | Cupă mondială, Cancún                | Cupă mondială | Ysaora Thibus (FRA)      | Alice Volpi (ITA)        | Elisa Di Francisca (ITA) · Martina Batini (ITA)        |
| 7 noiembrie 2015  | Cupă mondială, Saint-Maur            | Cupă mondială | Arianna Errigo (ITA)     | Elisa Di Francisca (ITA) | Lee Kiefer (USA) · Carolin Golubytskyi (GER)           |
| 15 noiembrie 2015 | Turneu satelit, Ankara               | Satellite     | Eleanor Harvey (CAN)     | Mălina Călugăreanu (ROU) | Mona Shaito (LIB) · Isis Giménez (VEN)                 |
| 27 noiembrie 2015 | Trofeo Inalpi, Torino                | Grand Prix    | Alice Volpi (ITA)        | Inna Deriglazova (FRA)   | Arianna Errigo (ITA) · Adelina Zagidullina (RUS)       |
| decembrie 201512  | Turneu satelit, Kocaeli              | Satelit       | Eleanor Harvey (CAN)     | Gabriella Varga (HUN)    | Olha Leleiko (UKR) · Aleksandra Senîuta (UKR)          |
| 15 januarie 2016  | Artus Court PKO BP, Gdańsk           | Cupă mondială | Arianna Errigo (ITA)     | Aida Șanaeva (RUS)       | Inna Deriglazova (RUS) · Martina Batini (ITA)          |
| 5 februarie 2016  | Cupă mondială, Alger                 | Cupă mondială | Elisa Di Francisca (ITA) | Martina Batini (ITA)     | Arianna Errigo (ITA) · Inna Deriglazova (RUS)          |
| 11 martie 2016    | Grand Prix, Havana                   | Grand Prix    | Arianna Errigo (ITA)     | Lee Kiefer (USA)         | Nam Hyun-hee (KOR) · Diana Iakovleva (RUS)             |
| 10 aprilie 2016   | Campionatul african, Alger           | Zonal         | Inès Boubakri (TUN)      | Anissa Khelfaoui (ALG)   | Haifa Jabri (TUN) · Youssra Zakarani (MAR)             |
| 13 aprilie 2016   | Campionatul asiatic, Wuxi            | Zonal         | Nam Hyun-hee (KOR)       | Le Huilin (CHN)          | Minami Kano (JPN) · Kim Mi-na (KOR)                    |
| 7 mai 2016        | Turneu satelit, Copenhaga            | Satelit       | Isis Giménez (VEN)       | Michala Cellerová (SVK)  | Linn Löfmark (SWE) · Olivia Wolhgemuth (AUT)           |
| 20 mai 2016       | Cupă mondială, Tauberbischofsheim    | Cupă mondială | Inna Deriglazova (RUS)   | Arianna Errigo (ITA)     | Elisa Di Francisca (ITA) · Lee Kiefer (USA)            |
| 3 iunie 2016      | Grand Prix, Shanghai                 | Grand Prix    | Arianna Errigo (ITA)     | Lee Kiefer (USA)         | Martina Batini (ITA) · Ysaora Thibus (FRA)             |
| 20 mai 2016       | Campionatul panamerican, Panama City | Zonal         | Lee Kiefer (USA)         | Nicole Ross (USA)        | Alanna Goldie (CAN) · Kelleigh Ryan (CAN)              |
| 20 iunie 2016     | Campionatul European, Toruń          | Zonal         | Arianna Errigo (ITA)     | Aida Șanaeva (RUS)       | Carolin Golubytskyi (GER) · Larisa Korobeinikova (RUS) |
| 6 august 2016     | Jocurile Olimpice, Rio de Janeiro    | JO            | Inna Deriglazova (RUS)   | Elisa Di Francisca (ITA) | Inès Boubakri (TUN)                                    |

## Sabie individual

### Top 10
| Men |                    |     |
| 1   | Kim Jung-hwan      | 243 |
| 2   | Áron Szilágyi      | 219 |
| 3   | Vincent Anstett    | 181 |
| 4   | Aleksei Iakimenko  | 169 |
| 5   | Nikolai Kovaliov   | 151 |
| 6   | Mojtaba Abedini    | 149 |
| 7   | Gu Bon-gil         | 139 |
| 8   | Daryl Homer        | 135 |
| 9   | Tiberiu Dolniceanu | 134 |
| 10  | Eli Dershwitz      | 126 |

| Women |                  |     |
| 1     | Sofia Velikaia   | 253 |
| 2     | Iana Egorian     | 243 |
| 3     | Olha Harlan      | 242 |
| 4     | Mariel Zagunis   | 200 |
| 5     | Kim Ji-yeon      | 163 |
| 6     | Anna Márton      | 147 |
| 7     | Ibtihaj Muhammad | 140 |
| 8     | Shen Chen        | 127 |
| 9     | Manon Brunet     | 133 |
| 10    | Azza Besbes      | 119 |

### Sabie masculin
| Dată              | Probă                                | Tip           | Aur                       | Argint                    | Bronz                                                     |
| ----------------- | ------------------------------------ | ------------- | ------------------------- | ------------------------- | --------------------------------------------------------- |
| 9 octombrie 2015  | Cupă mondială, Tbilisi               | Cupă mondială | Aleksei Iakimenko (RUS)   | Tiberiu Dolniceanu (ROU)  | Nicolas Limbach (GER) · Andrii Iahodka (UKR)              |
| 18 octombrie 2015 | Satelit, Gent                        | Satelit       | Seppe van Holsbeke (BEL)  | Eliecer Romero (VEN)      | Joseph Polossifakis (CAN) · Alexander Crutchett (GBR)     |
| 30 octombrie 2015 | Grand Prix, Budapesta                | Grand Prix    | Aleksei Iakimenko (RUS)   | Kim Jung-hwan (KOR)       | Kamil Ibraghimov (RUS) · Nicolas Rousset (FRA)            |
| 8 noiembrie 2015  | Satelit, Amsterdam                   | Satelit       | Joseph Polossifakis (CAN) | James Honeybone (GBR)     | Alin Badea (ROU) · Jesús Carvajal (VEN)                   |
| 12 decembrie 2015 | Grand Prix, Boston                   | Grand Prix    | Aldo Montano (ITA)        | Áron Szilágyi (HUN)       | Tiberiu Dolniceanu (ROU) · Benedikt Wagner (GER)          |
| 2015-01-09        | Satelit, Istanbul                    | Satelit       | Sandro Bazadze (GEO)      | Joseph Polossifakis (CAN) | Mikheil Mardaleișvili (GEO) · Beka Bazadze (GEO)          |
| 29 januarie 2016  | Luxardo Trophy, Padova               | Cupă mondială | Aldo Montano (ITA)        | Áron Szilágyi (HUN)       | Kim Jung-hwan (KOR) · Kamil Ibraghimov (RUS)              |
| 19 februarie 2016 | Sabre de Wolodyjowski, Varșovia      | Cupă mondială | Gu Bon-gil (KOR)          | Kim Jun-ho (KOR)          | Aliaksandr Buikevici (BLR) · Kamil Ibraghimov (RUS)       |
| 12 martie 2016    | Cupă Normann Jørgensen, Copenhaga    | Satelit       | Alin Badea (ROU)          | James Honeybone (GBR)     | Enver Yıldırım (TUR) · Ricardo Bustamante (ARG)           |
| 25 martie 2016    | Grand Prix, Seul                     | Grand Prix    | Eli Dershwitz (USA)       | Mojtaba Abedini (IRI)     | Diego Occhiuzzi (ITA) · Nikolai Kovaliov (RUS)            |
| 10 aprilie 2016   | Campionatul african, Alger           | Zonal         | Mohab Samer (EGY)         | Farès Ferjani (TUN)       | Hichem Samandi (TUN) · Ayman Mostafa (EGY)                |
| 13 aprilie 2016   | Campionatul asiatic, Wuxi            | Zonal         | Kim Jung-hwan (KOR)       | Ali Pakdaman (IRI)        | Thành An Vũ (VIE) · Yingming Xu (CHN)                     |
| 13 mai 2016       | Villa de Madrid, Madrid              | Cupă mondială | Vincent Anstett (FRA)     | Sandro Bazadze (GEO)      | Kim Jung-hwan (KOR) · Luca Curatoli (ITA)                 |
| 22 mai 2016       | Turneu satelit, Reykjavik            | Satelit       | Teddy Weller (ISV)        | Julián Ayala (MEX)        | Gunnar Egill Ágústsson (ISL) · Jan-Ole Huelshörster (GER) |
| 27 mai 2016       | Sabre de Moscou, Moscova             | Grand Prix    | Kim Jung-hwan (KOR)       | Xu Yingming (CHN)         | Vincent Anstett (FRA) · Nikolai Kovaliov (RUS)            |
| 20 mai 2016       | Campionatul panamerican, Panama City | Zonal         | Renzo Agresta (BRA)       | Andrew Mackiewicz (USA)   | Eli Dershwitz (USA) · José Félix Quintero (VEN)           |
| 20 iunie 2016     | Campionatul European, Toruń          | Zonal         | Benedikt Wagner (GER)     | Vincent Anstett (FRA)     | Kamil Ibraghimov (RUS) · Aleksei Iakimenko (RUS)          |
| 6 august 2016     | Jocurile Olimpice, Rio de Janeiro    | JO            | Áron Szilágyi (HUN)       | Daryl Homer (USA)         | Kim Jung-hwan (KOR)                                       |

### Sabie feminin
| Dată              | Probă                                | Tip           | Aur                       | Argint                    | Bronz                                             |
| ----------------- | ------------------------------------ | ------------- | ------------------------- | ------------------------- | ------------------------------------------------- |
| 1 noiembrie 2015  | Cupă mondială, Caracas               | Cupă mondială | Mariel Zagunis (USA)      | Seo Ji-yeon (KOR)         | Rossella Gregorio (ITA) · Manon Brunet (FRA)      |
| 30 octombrie 2015 | Trophée BNP Paribas, Orléans         | Cupă mondială | Iana Egorian (RUS)        | Olha Harlan (UKR)         | Yoon Ji-su (KOR) · Ibtihaj Muhammad (USA)         |
| 12 decembrie 2015 | Grand Prix, Boston                   | Grand Prix    | Shen Chen (CHN)           | Viktoria Kovaleva (RUS)   | Sabina Mikina (AZE) · Sofia Velikaia (RUS)        |
| 15 decembrie 2015 | Turneu satelit, Cancún               | Satelit       | Belén Pérez Maurice (ARG) | Paola Pliego (MEX)        | Tania Arrayales (MEX) · Alejandra Benítez (VEN)   |
| 9 januarie 2016   | Turneu satelit, Istanbul             | Satelit       | Belén Pérez Maurice (ARG) | Au Sin Ying (HKG)         | Gabriella Page (CAN) · Fatma Zehra Köse (TUR)     |
| 29 januarie 2016  | Cupă mondială, Atena                 | Cupă mondială | Mariel Zagunis (SUA)      | Sofia Velikaia (RUS)      | Ibtihaj Muhammad (SUA) · Ekaterina Diacenko (RUS) |
| 19 februarie 2016 | SGK Ladies World Cup, Sint-Niklaas   | Cupă mondială | Olha Harlan (UKR)         | Iana Egorian (RUS)        | Sofia Velikaia (RUS) · Kim Ji-yeon (KOR)          |
| 19 martie 2016    | Trofeu satelit, Roma                 | Satelit       | Flaminia Prearo (ITA)     | Belén Pérez Maurice (ARG) | Patricia Contreras (VEN) · Paola Pliego (MEX)     |
| 25 martie 2016    | Grand Prix, Seul                     | Grand Prix    | Iana Egorian (RUS)        | Seo Ji-yeon (KOR)         | Sofia Velikaia (RUS) · Vasiliki Vougiouka (GRE)   |
| 10 aprilie 2016   | Campionatul african, Alger           | Zonal         | Azza Besbes (TUN)         | Mennatalla Ahmed (EGY)    | Sarah Atrouz (ALG) · Abik Bougnab (ALG)           |
| 13 aprilie 2016   | Campionatul asiatic, Wuxi            | Zonal         | Hwang Seon-a (KOR)        | Shao Yaqi (CHN)           | Kim Ji-yeon (KOR) · Yoon Ji-su (KOR)              |
| 13 mai 2016       | Cupă mondială, Foshan                | Grand Prix    | Olha Harlan (UKR)         | Kim Ji-yeon (KOR)         | Mariel Zagunis (USA) · Jiarui Qian (CHN)          |
| 21 mai 2016       | Turneu satelit, Reykjavik            | Satelit       | Tania Arrayales (MEX)     | Laia Vila (ESP)           | Julieta Toledo (MEX) · Úrsula González (MEX)      |
| 16 mai 2016       | Grand Prix, Moscova                  | Grand Prix    | Olha Harlan (UKR)         | Mariel Zagunis (USA)      | Irene Vecchi (ITA) · Iulia Gavrilova (RUS)        |
| 20 mai 2016       | Campionatul panamerican, Panama City | Zonal         | Ibtihaj Muhammad (SUA)    | Mariel Zagunis (SUA)      | Paola Pliego (MEX) · Belén Pérez Maurice (ARG)    |
| 20 iunie 2016     | Campionatul European, Toruń          | Zonal         | Sofia Velikaia (RUS)      | Anna Márton (HUN)         | Olha Harlan (UKR) · Charlotte Lembach (FRA)       |
| 6 august 2016     | Jocurile Olimpice, Rio de Janeiro    | JO            | Iana Egorian (RUS)        | Sofia Velikaia (RUS)      | Olha Harlan (UKR)                                 |

## Spadă pe echipe

### Top 10
| Men |               |     |
| 1   | Franța        | 412 |
| 2   | Italia        | 344 |
| 3   | Ucraina       | 288 |
| 4   | Ungaria       | 269 |
| 5   | Rusia         | 231 |
| 6   | Elveția       | 225 |
| 7   | Coreea de Sud | 222 |
| 8   | Venezuela     | 213 |
| 9   | Japonia       | 166 |
| 10  | Kazahstan     | 154 |

| Women |                            |     |
| 1     | România                    | 364 |
| 2     | Rusia                      | 344 |
| 3     | China                      | 324 |
| 4     | Estonia                    | 312 |
| 5     | Coreea de Sud              | 278 |
| 6     | Statele Unite ale Americii | 252 |
| 7     | Franța                     | 219 |
| 8     | Ucraina                    | 187 |
| 9     | Italia                     | 144 |
| 10    | Japonia                    | 137 |

### Spadă masculin pe echipe
| Dată              | Probă                                | Aur       | Argint        | Bronz     |
| ----------------- | ------------------------------------ | --------- | ------------- | --------- |
| 25 octombrie 2015 | Cupă mondială, Berna                 | Rusia     | Franța        | Italia    |
| 15 noiembrie 2015 | Cupă mondială, Tallinn               | Franța    | Italia        | Elveția   |
| 23 januarie 2016  | Heidenheimer Pokal, Heidenheim       | Italia    | Franța        | Elveția   |
| 14 februarie 2016 | Cupă mondială, Vancouver             | Ungaria   | Kazahstan     | Ucraina   |
| 13 aprilie 2016   | Campionatul asiatic, Wuxi            | Japonia   | Coreea de Sud | Kazahstan |
| 15 aprilie 2016   | Campionatul african, Alger           | Egipt     | Senegal       | Algeria   |
| 22 mai 2016       | Challenge SNCF Réseau, Paris         | Ucraina   | Franța        | Ungaria   |
| 20 mai 2016       | Campionatul panamerican, Panama City | Venezuela | Cuba          | Columbia  |
| 20 iunie 2016     | Campionatul European, Toruń          | Franța    | Italia        | Ucraina   |
| 6 august 2016     | Jocurile Olimpice, Rio de Janeiro    |           |               |           |

### Spadă feminin pe echipe
| Dată              | Probă                                | Aur           | Argint        | Bronz            |
| ----------------- | ------------------------------------ | ------------- | ------------- | ---------------- |
| 25 octombrie 2015 | Cupă mondială, Legnano               | Rusia         | România       | Statele Unite    |
| 15 noiembrie 2015 | Cupă mondială, Nanjing               | Rusia         | Coreea de Sud | Statele Unite    |
| 24 ianuarie 2016  | Cupă mondială, Barcelona             | Estonia       | Rusia         | Coreea de Sud    |
| 12 februarie 2016 | Cupă mondială, Buenos Aires          | România       | Rusia         | Estonia          |
| 13 aprilie 2016   | Campionatul asiatic, Wuxi            | Coreea de Sud | China         | Hong Kong, China |
| 22 mai 2016       | Cupă mondială, Legnano               | China         | România       | Estonia          |
| 20 mai 2016       | Campionatul panamerican, Panama City | Canada        | Statele Unite | Brazilia         |
| 20 iunie 2016     | Campionatul European, Toruń          | Estonia       | Franța        | România          |
| 6 august 2016     | Jocurile Olimpice, Rio de Janeiro    | România       | China         | Rusia            |

## Floretă pe echipe

### Floretă masculin pe echipe
| Dată              | Probă                                | Aur           | Argint        | Bronz          |
| ----------------- | ------------------------------------ | ------------- | ------------- | -------------- |
| 19 octombrie 2015 | Cupă mondială, San José              | Franța        | Japonia       | Statele Unite  |
| 8 noiembrie 2015  | Cupă mondială, Tokyo                 | Statele Unite | Franța        | China          |
| 17 januarie 2016  | Challenge Rommel, Paris              | Statele Unite | Italia        | Marea Britanie |
| 7 februarie 2016  | Löwe von Bonn, Bonn                  | Rusia         | Italia        | Franța         |
| 13 aprilie 2016   | Campionatul asiatic, Wuxi            | Coreea de Sud | China         | Japonia        |
| 15 mai 2016       | Campionatul african, Alger           | Egipt         | Tunisia       | Algeria        |
| 15 mai 2016       | Cupă mondială, Sankt Petersburg      | Italia        | Statele Unite | Franța         |
| 20 mai 2016       | Campionatul panamerican, Panama City | Statele Unite | Brazilia      | Canada         |
| 20 iunie 2016     | Campionatul European, Toruń          | Rusia         | Italia        | Marea Britanie |
| 6 august 2016     | Jocurile Olimpice, Rio de Janeiro    |               |               |                |

### Floretă feminin pe echipe
| Dată              | Probă                                | Aur     | Argint        | Bronz         |
| ----------------- | ------------------------------------ | ------- | ------------- | ------------- |
| 16 octombrie 2015 | Cupă mondială, Cancún                | Italia  | Rusia         | Statele Unite |
| 8 noiembrie 2015  | Cupă mondială, Saint-Maur            | Italia  | Rusia         | Franța        |
| 17 januarie 2016  | Cupă mondială, Gdańsk                | Italia  | Rusia         | Germania      |
| 7 februarie 2016  | Cupă mondială, Alger                 | Rusia   | Italia        | Statele Unite |
| 13 aprilie 2016   | Campionatul Asiatic, Wuxi            | China   | Coreea de Sud | Japonia       |
| 15 aprilie 2016   | Campionatul African, Alger           | Tunisia | Algeria       | _             |
| 25 aprilie 2016   | Campionatul Mondial, Rio de Janeiro  | Rusia   | Italia        | Franța        |
| 3 mai 2016        | Cupă mondială, Tauberbischofsheim    | Rusia   | Italia        | Franța        |
| 20 mai 2016       | Campionatul panamerican, Panama City |         |               |               |
| 20 iunie 2016     | Campionatul European, Toruń          | Rusia   | Italia        | Franța        |

## Sabie pe echipe

### Sabie masculin pe echipe
| Dată              | Probă                                | Aur           | Argint        | Bronz         |
| ----------------- | ------------------------------------ | ------------- | ------------- | ------------- |
| 11 octombrie 2015 | Cupă mondială, Tbilisi               | Statele Unite | Franța        | Germania      |
| 1 noiembrie 2015  | Cupă mondială, Budapesta             | Rusia         | Statele Unite | Ungaria       |
| 31 januarie 2016  | Cupă mondială, Padova                | Ungaria       | România       | Coreea de Sud |
| 21 februarie 2016 | Cupă mondială, Varșovia              | Statele Unite | Rusia         | Germania      |
| 10 aprilie 2016   | Campionatul african, Alger           | Tunisia       | Egipt         | Algeria       |
| 13 aprilie 2016   | Campionatul asiatic, Wuxi            | Coreea de Sud | China         | Vietnam       |
| 25 aprilie 2016   | Campionatul Mondial, Rio de Janeiro  | Rusia         | Ungaria       | România       |
| 15 mai 2016       | Cupă mondială, Madrid                | Germania      | Statele Unite | Ungaria       |
| 20 iunie 2016     | Campionatul panamerican, Panama City |               |               |               |
| 20 iunie 2016     | Campionatul European, Toruń          | Rusia         | Italia        | România       |

### Sabie feminin pe echipe
| Dată              | Probă                                | Aur     | Argint        | Bronz   |
| ----------------- | ------------------------------------ | ------- | ------------- | ------- |
| 2 noiembrie 2015  | Cupă mondială, Caracas               | Rusia   | Ucraina       | Polonia |
| 1 noiembrie 2015  | Cupă mondială, Orléans               | Ucraina | Rusia         | Franța  |
| 31 januarie 2016  | Cupă mondială, Atena                 | Ucraina | Rusia         | Franța  |
| 21 februarie 2016 | Cupă mondială, Gent                  | Rusia   | Franța        | Ucraina |
| 13 aprilie 2016   | Campionatul asiatic, Wuxi            | China   | Coreea de Sud | Japonia |
| 15 aprilie 2016   | Campionatul african, Alger           | Tunisia | Algeria       | Egipt   |
| 15 mai 2016       | Cupă mondială, Foshan                | Franța  | Rusia         | Polonia |
| 20 mai 2016       | Campionatul panamerican, Panama City |         |               |         |
| 20 iunie 2016     | Campionatul European, Toruń          | Rusia   | Franța        | Ucraina |
| 6 august 2016     | Jocurile Olimpice, Rio de Janeiro    |         |               |         |